# Polythene
Polythene to pierwszy album brytyjskiego zespołu rockowego Feeder. Wydany został w 1997 roku.

## Lista utworów
1. "Polythene Girl" - 3:29
2. "My Perfect Day" - 4:25
3. "Cement" - 3:18
4. "Crash" - 4:09
5. "Radiation" - 4:39
6. "Suffocate" - 3:53
7. "Descend" - 5:20
8. "Stereo World" 3:28
9. "Tangerine" 3:55
10. "Waterfall" - 3:10
11. "Forgive" - 4:41
12. "20th Century Trip" - 1:56